# Sysľovské polia
Sysľovské polia este o arie protejată (arie de protecție specială avifaunistică — SPA) din Slovacia întinsă pe o suprafață de 1.772,94 ha, integral pe uscat.

## Localizare
Centrul sitului Sysľovské polia este situat la coordonatele 48°02′11″N 17°06′46″E / 48.036281°N 17.112743°E.

## Înființare
Situl Sysľovské polia a fost declarat arie de protecție specială avifaunistică în iulie 2003 pentru a proteja 5 specii de animale.

## Biodiversitate
Situată în ecoregiunea panonică, aria protejată nu include niciun habitat protejat.
La baza desemnării sitului se află mai multe specii protejate de  păsări (5): gârliță mare (Anser albifrons), gâscă cenușie (Anser anser), gâscă de semănătură (Anser fabalis), vânturel de seară (Falco vespertinus), dropie (Otis tarda).